# Shiliao bencao
Das Shiliao bencao (chinesisch 食疗本草, Pinyin Shíliáo běncǎo – „Essbare Heilpflanzen aus der Diättherapie“) wurde von Meng Shen (孟诜) (621–713) aus der Zeit der Tang-Dynastie verfasst und ergänzt von Zhang Ding (张鼎) (8. Jh.). Es umfasste drei Hefte (juan) und stammt ungefähr aus dem Jahr 686. Es ist eines der frühesten diätetischen Werke der chinesischen Medizin.
Das gesamte Werk enthielt 227 zu Speisezwecken sowie zu diätetischen Zwecken verwendete  Nahrungsmittel. Das Original ist verloren, eine heutige Zusammenstellung verlorener Texte daraus bringt es auf 260. Unter jedem Punkt werden die Eigenschaft der Medizin, Wirkung, Kontraindikation sowie einfache Rezepte angegeben.

## Ursprünglicher Titel
Der ursprüngliche Titel des Werkes lautete Buyang fang (补养方 – „Tonika-Rezepte“). Zhang Ding (张鼎) hat es um 89 Rezepte ergänzt und auf einen Umfang von 227 Rezepten gebracht. Deswegen wurde es zum jetzigen Namen umbenannt.

## Überlieferung
Dem Han-De yixue da cidian zufolge „sind manche Texte in „Klassifizierte Heilkräuter“ und „Ishinpo“ von Yasurori Tanba (912-995), einem bekannten japanischen Arzt, noch zu finden.“ Bei dem erstgenannten Werk handelt es sich um das meist unter seinem Kurzwort bekannte chinesische Werk namens Zhenglei bencao (证类本草) und um das japanische Buch namens Ishimpō. 1907 wurde in Dunhuang ein Manuskript des Textes entdeckt, das von dem berühmten chinesischen Forscher Luo Zhenyu (罗珍玉) unter dem Titel Dunhuang shiwo suijin (敦煌石室碎金) herausgegeben wurde.

## Ausgaben
Im Jahr 1984 ist im Pekinger Verlag Renmin weisheng chubanshe eine kritische Ausgabe von Xie Haizhou (谢海州) und Ma Jixing (马继兴) et al. erschienen, die die Texte der oben genannten Werke und des Dunhuang-Manuskriptes einschließt. Das Werk ist auch in der japanischen Buchreihe Chugoku shokkei sosho enthalten.